# 京浜急行バス杉田営業所
京浜急行バス杉田営業所（けいひんきゅうこうバスすぎたえいぎょうしょ）は、神奈川県横浜市磯子区杉田に所在する京浜急行バスの営業所。主に磯子駅・上大岡駅・横浜駅を発着する路線を担当している。最寄りバス停留所は「杉田平和町」、営業所記号はY。
2018年（平成30年）3月31日までは、京浜急行バスの分離子会社であった横浜京急バス株式会社の配下に置かれていたが、同年4月1日付で京浜急行バス本体に吸収合併されて消滅会社となり、自社路線は京浜急行バスに復帰、受託路線は管理委託を解除された。

## 沿革

### 起源
杉田営業所の路線の起源は、横浜乗合自動車が1928年（昭和3年）11月8日に営業を開始した横浜駅 - 桜木町 - 馬車道 - 長者町 - 磯子 - 杉田である。

横浜乗合自動車は、当時富士箱根自動車（現・箱根登山バス）の社長であった山口正造が資金を提供し、同年9月23日に創立された。路線免許は常任監査役の仲山徳太郎が会社創立以前に個人名義で許可を得ていた。一時は富岡まで路線を延長して、京浜急行バスの前身で横須賀市内を中心に路線を展開していた横須賀自動車と連絡を取り、横浜市電および横浜市営バスと競争していた。横浜市から何度か買収の交渉があったが成立せず、1934年（昭和9年）12月に横須賀自動車に買収され、翌1935年（昭和10年）10月に横須賀自動車へ合併された。

横浜乗合自動車時代から杉田営業所が設置されており、横須賀自動車への合併後もそのまま存続した。その後、横須賀自動車は何度か合併を繰り返した末、湘南電気鉄道へ吸収合併されたが、その間に所管路線の変更はなかった。ただし営業所名が杉田営業所から、湘南電気自動車横浜営業所へ改称されている。
1941年（昭和16年）11月に湘南電気鉄道は京浜電気鉄道に吸収合併された。翌1942年（昭和17年）8月の東京急行電鉄（大東急）成立後、1943年（昭和18年）4月1日には再び杉田営業所へと改称している。

### 戦後復興と堀内営業所への統合
戦時中休止していた横浜駅 - 杉田線は、1945年（昭和20年）10月11日に沿線住民からの要望によって運行を再開した。しかし他営業所の車両不足を補うため、1947年（昭和22年）5月より短期間ではあったが横浜市へ路線の委託を行い、自動車9両を逗子・三崎・衣笠・川崎の各営業所に転属させている。また、1946年（昭和21年）5月5日には杉田 - 船越線（戦前は平坂営業所が杉田 - 横須賀線として所管）が杉田営業所の所管で運行を再開した。
1948年（昭和23年）6月1日の大東急からの分離独立と同時に、杉田営業所は堀内営業所に統合されたため、杉田営業所はいったん消滅する。

### 路線拡充による営業所の再設
横須賀市から横浜市にかけての東京湾岸地域は、杉田営業所の廃止後は堀内営業所の営業エリアとなっていた。しかし堀内営業所は車庫が狭く、また営業エリアが広範囲であったため、復興に伴い所管路線が増えてくると運営が困難になってきた。そこで運行の効率化を図ることとなり、1952年（昭和27年）12月1日付で旧杉田車庫が杉田操車場として復活した。その後1959年（昭和34年）には白山道循環線が横浜市交通局より移管されることになったのを受けて、同年3月16日に営業所へと昇格し、再び杉田営業所が設置された。
この時の所管路線は、横浜駅 - 堀内の横浜線を中心に、追浜営業所管轄で現存する柴町線および車庫 - 野島 - 文庫線、能見台営業所管下で現存する白山道循環線、そして鎌倉営業所の八景線の一部便を追浜駅まで運転した追浜 - 鎌倉線の計5路線であった。

翌1960年（昭和35年）、上大岡駅 - 上大岡住宅線が運行を開始し、上大岡地区に初めて進出した。1963年（昭和38年）には、同線の循環化と杉田への直通運転を開始し、1965年（昭和40年）には南高校線も開通した。なお、同年10月1日に横浜営業所（初代）へと改称している。その後も1966年（昭和41年）に横浜駅 - 追浜日産線、1967年（昭和42年）に関内駅 - 杉田平和町が開設されるが、この頃より道路状況が悪化し始めたため、長距離路線の分断などが行われた。
1978年（昭和53年）6月16日に追浜営業所が開設されると、横浜営業所は廃止され、追浜営業所杉田車庫となった。

### 2度目の再興から横浜京急バスへ
新設された追浜営業所は拡大を続け、1987年（昭和62年）には能見台車庫も開設された。これにより規模が追い付かなくなることが予想されたため、京急電鉄本社は杉田車庫・能見台車庫を分離することにし、1990年（平成2年）、再び横浜営業所（2代目）が創設された。この当時は、能見台車庫は横浜営業所配下に置かれていた。
1994年（平成6年）11月1日、横浜営業所を現在の杉田平和町バス停付近へ移転した。移転前は国道16号を挟んで海側に営業所、山側に車庫が設けられていた。山側の跡地には現在、かつての車庫の敷地内を裏手の住宅地に通じる道路が通り、海側の跡地にはジョナサン横浜杉田店（現：ガスト横浜杉田店）の店舗が建設され、いずれも一部が国道拡幅用地として確保されている。
2001年（平成13年）6月、分離子会社として横浜京急バス株式会社が設立された。これに伴い能見台車庫を営業所に昇格させ、横浜京急バスには杉田営業所（記号：NY）、能見台営業所（記号：NN）、追浜営業所（記号：NA）を設置し、3営業所の路線を順次移管や管理委託の形で切り離していった。この際に「杉田営業所」の名称が復活したが、「横浜京急バス横浜営業所」という名称を避けたものと思われる。
2003年（平成15年）には京浜急行バス株式会社が事業を開始した。京急電鉄本社はこの際に、京浜急行バスの立ち位置について将来的に、東武鉄道が東武バス分社化の際に採ったような中間持株会社形式に移行することを視野に入れていた。すなわち京浜急行バスには路線を置かず、京浜急行バスの傘下に分離子会社各社を置いて、全路線を移管しようと考えていたのである。

### 分離子会社体制終焉、3度目の再興
横浜京急バス配下の3営業所に所属する路線の移管や管理委託は完了したものの、堀内営業所の一部路線と逗子・衣笠・久里浜・三崎の4営業所は全路線が京浜急行バスに残ったままだった。加えて横浜京急バス・湘南京急バスに採用された乗務員が推薦を受けて京浜急行バス本体に転籍する乗務員登用制度も設けられるなどしたため、完全移管にはかなりの時間を要すると見られていた。
2010年代後半に入ると、東京オリンピック・パラリンピックや訪日外国人の急増によるバス需要の増加に伴う運転手不足や、複数の部門子会社が存在することによる管理部門の重複などの非効率が指摘されるようになる。こうして京急本社は京浜急行バス本体に残った一般路線の完全分離をもはや不可能と判断せざるを得なくなった。そして分離子会社に移管していた路線も京浜急行バス本体に戻して一体運営によるスケールメリットを追求するのが得策と判断し、横浜京急バスは吸収合併されることになった。
2018年（平成30年）4月1日付で横浜京急バスをはじめとする分離子会社3社は京浜急行バス本体に合併され解散、横浜京急バス杉田営業所の後継組織として杉田営業所（2代）が15年ぶりに創設された。同時に、17年間続いた管理委託はすべて解除された。

### 年表
- 1952年（昭和27年）12月1日：京浜急行電鉄自動車事業本部配下で、堀内営業所杉田操車場として営業開始。
- 1959年（昭和34年）3月16日：京浜急行電鉄杉田営業所（初代）に昇格。
- 1965年（昭和40年）10月1日：京浜急行電鉄横浜営業所（初代）に改称。
- 1978年（昭和53年）6月16日：追浜営業所開設に伴い、追浜営業所杉田車庫に降格。白山道循環線、柴町線、車庫 - 野島 - 文庫線、関東学院循環線を追浜営業所に移管。
- 1987年（昭和62年）5月28日：能見台車庫開設。沢木谷線、野村住宅線、富岡線、洋光台線を移管。
- 1990年（平成2年）9月16日：追浜営業所杉田車庫を、横浜営業所（2代目）として分割。能見台車庫を配下に置く。
- 1994年（平成6年）11月1日：横浜営業所を現在の杉田平和町バス停付近に移転。
- 2001年（平成13年）6月1日：分社化により横浜京急バス杉田営業所を設置。京浜急行電鉄横浜営業所（直営）も存続。京浜急行電鉄から横浜京急バスへ路線の業務移管を開始。
- 2003年（平成15年）10月1日：京浜急行バス設立により、京浜急行電鉄自動車事業本部から移管、京浜急行バス横浜営業所となる。同時に横浜営業所能見台車庫が京浜急行バス能見台営業所として独立。
- 2007年（平成19年）3月18日：PASMOサービス開始により当営業所でも導入開始。
- 2018年（平成30年）4月1日：横浜京急バスが京浜急行バス本体に吸収合併、京浜急行バス杉田営業所（2代）となる[2]。

## 現行路線

### 一般路線バス

#### 横浜線
| 系統 | 運行経路                                                                                                | 備考          |
| ---- | --- | ------------- |
| 110  | 横浜駅東口 - 桜木町駅 - 伊勢佐木長者町駅 - 浦舟町 - 滝頭 - 浜 - 磯子駅 - 磯子車庫前 - 杉田 - 杉田平和町 |               |
| 110  | 浜 → 磯子駅 → 磯子車庫前 → 杉田 → 杉田平和町                                                            | 平日朝2本のみ |

- 1928年（昭和3年）：横浜乗合自動車の路線として営業開始。
- 1945年（昭和20年）10月11日：戦後、東京急行電鉄（大東急）杉田営業所により運行再開。
- 1947年（昭和22年）：大東急が横浜市交通局（横浜市営バス）と臨時運転契約を結び[4]、横浜市営バス浅間町営業所により運行される。
- 1948年（昭和23年）6月1日：京浜急行電鉄へ引き渡され、堀内営業所の所管となる。
- 1949年（昭和24年）2月1日：横浜市営バスとの相互乗り入れを行い、横浜駅 - 六浦間の4系統となる。
- 1950年（昭和25年）1月1日：堀内営業所の八景線と統合し、横浜駅 - 堀内間の運行となる。
- 1959年（昭和34年）3月16日：堀内営業所から移管される。
- 1961年（昭和36年）10月1日：横浜市営バス磯子営業所の新設に伴い、市営バス運行便の担当営業所が浅間町から磯子に変更される。
- 1966年（昭和41年）：4系統が横浜駅 - 追浜日産自動車間と金沢文庫 - 堀内間に分割される。
- 1967年（昭和42年）7月31日：4系統の区間便として、横浜駅 - 磯子駅・杉田間の運行が復活。
- 1971年（昭和46年）3月11日：4系統が横浜駅 - 磯子駅 - 杉田平和町間と磯子駅 - 追浜日産自動車間に分割。前者は新たに110系統の番号を与えられる[5]。
- 1978年（昭和53年）6月16日：京急運行便が追浜営業所杉田車庫所管となる。
- 1990年（平成2年）9月16日：拠点復活と同時に横浜営業所へ復帰。
- 2002年（平成14年）4月1日：横浜京急バスに運行を委託。
- 2006年（平成18年）3月16日：横浜市営バスが110系統の運行から撤退し、共同運行を解消[6][7]。
- 2018年（平成30年）4月1日：横浜京急バスが京浜急行バス本体に吸収合併。運行委託を解除。
- 2020年（令和2年）2月16日：ダイヤ改正により、横浜駅東口 - 磯子駅間運行便と横浜駅東口 → 杉田間運行便を廃止[8]。
- 時期不群 浜〜磯子駅〜磯子車庫〜杉田〜杉田平和町

横浜乗合自動車時代から続く歴史ある路線。横浜駅東口から国道16号をひたすら走る（ただし、長者町5丁目 - 中村橋間は国道16号を外れる）。2006年（平成18年）3月までは横浜市営バスと共同運行していたが、横浜市交通局のバス再編に伴い市営バスが撤退したため、それ以降は京浜急行バスが単独で運行している。
かつては平日・土曜ダイヤと日曜・祝日ダイヤの2本体制になっていたが、2014年（平成26年）10月11日より土曜ダイヤを設定した。2020年（令和2年）2月16日のダイヤ改正では、減便の実施とともに横浜駅東口 - 磯子駅間運行便と横浜駅東口 → 杉田間運行便が廃止された。後者は末期は平日朝1本のみの運行であった。

桜木町駅 - 磯子車庫前間で国道16号線を走行する区間では、横浜市営バス113系統も並走する（そちらは長者町5丁目 - 中村橋間も国道16号を走行し、吉野町駅前経由で運行）。

#### 上大岡線
| 系統 | 運行経路                                                                                             | 備考           |
| ---- | --- | -------------- |
| 上2  | 上大岡駅 → 鹿島神社 → 森ヶ丘 → 東二ノ辻 → 上大岡駅                                                   | 森が丘循環     |
| 上3  | 上大岡駅 → 鹿島神社 → 森ヶ丘 → 汐見台入口 → 浜小学校前 → 上笹堀 → 上大岡駅                           | 汐見台循環     |
| 上3  | 上大岡駅 → 鹿島神社 → 森ヶ丘 → 汐見台入口 → 浜小学校前                                               | 平日夜2本のみ  |
| 上5  | 上大岡駅 → 鹿島神社 → 森ヶ丘 → ストアー前 → 屏風ヶ浦駅 → 磯子車庫前 → 杉田                           |                |
| 上7  | 上大岡駅 → 大岡交番前 → 上笹堀 → 岡村梅林入口 → 泉谷中央 → 山王台小学校 → 上笹堀 → 向田橋 → 上大岡駅 | 岡村・泉谷循環 |
| 上7  | 岡村梅林入口 → 泉谷中央 → 山王台小学校 → 上笹堀 → 向田橋 → 上大岡駅                                  | 朝1便のみ      |
| 上7  | 上大岡駅 → 大岡交番前 → 上笹堀 → 岡村梅林入口 → 泉谷中央 → 山王台小学校                              | 夜のみ         |
| 磯6  | 上大岡駅 - 鹿島神社 - 森ヶ丘 - 汐見台入口 - テニスコート前 - ストアー前 - 屏風ヶ浦駅 - 磯子駅 - 杉田 |                |
| 磯6  | 上大岡駅 - 鹿島神社 - 森ヶ丘 - 汐見台入口 - テニスコート前 - 屏風ヶ浦駅 - 磯子駅                     |                |
| 磯6  | 上大岡台 → 森ヶ丘 → 鹿島神社 → 上大岡駅                                                              | 早朝1便のみ    |

- 1960年（昭和35年）3月16日：上大岡駅 - 上大岡住宅間の運行を開始。
- 1963年（昭和38年）
  - 4月16日：上大岡駅 - 磯子団地入口間の運行を開始。
  - 6月1日：上大岡駅 - 杉田間、および上大岡駅 - 森ヶ丘住宅循環の運行を開始。
  - 12月1日：上大岡駅 - 磯子団地 - 上大岡駅の運行を開始。
- 2007年（平成19年）10月15日：上大岡駅 - 岡村泉谷循環の運行を開始。

上大岡線は、上大岡駅と森が丘・汐見台団地方面を結ぶ通勤通学・生活路線である。上2系統は森が丘循環と案内されており、上大岡駅から森が丘の住宅街を一回りして上大岡駅に戻ってくる。上3系統は汐見台循環と案内されており、森ヶ丘を出ると坂道の多い汐見台団地の中を走り、浜小学校前へ抜ける。浜小学校前からは上大岡駅までは、横浜市営バス64系統と同じルートを通る。浜小学校前行きは、最終2本のみ運転される。浜小学校前では便によって停車する停留所が異なり、浜小学校前行きは横浜交通開発バス70系統の「浜小学校前（レインボー入口）」と同じ場所に停車する。上5・磯6系統は、上大岡台からは汐見台団地の中に入っていき、テニスコート前・ストアー前（横浜市営バスの「汐見台ストアー前」とは別の場所）を通り、磯子駅・杉田へ向かう生活路線であり、1 - 2時間に1 - 2本運行される（ただし、磯6系統は土日祝日に、昼間約2 - 3時間運行がない時間帯がある）。杉田発着便については上5・磯6ともにほぼ同一のルートで運行されるが、上5は磯子駅を経由しない。
2007年10月15日より、上7系統の運行が開始された。1時間に1 - 3本の運行で、上大岡駅発最終便のみ山王台小学校止まりとなる。横浜市営バス64系統と同じルート（鎌倉街道とその後の狭路）を走行後笹堀へ向かうが、最戸橋・越戸橋・向田橋の各停留所は通過する。笹堀から岡村・泉谷地区の住宅街の曲がりくねった道を通り、山王台小学校前を出ると上3系統のルートに合流し、上大岡駅へ行く。
過去に急カーブ、急な坂などが続くため、大型短尺車（大型9m車）が使用されていた。上7系統は、小型バスが使用される。

#### 南高校線
| 系統 | 運行経路                                    |
| ---- | ------------------------------------------- |
| 上1  | 上大岡駅 → 慰霊堂入口 → 大久保町 → 南高校前 |
| 上1  | 南高校前 → 大久保町 → 上大岡駅              |

- 1965年（昭和40年）10月1日：上大岡駅 - 南高校前間の運行を開始。
- 1987年（昭和62年）10月5日：深夜バスの運行を開始。
- 2001年（平成13年）6月1日：横浜京急バスに運行を委託。
- 2018年（平成30年）4月1日：横浜京急バスが京浜急行バス本体に吸収合併。運行委託を解除。

南高校線（上1系統）は、上大岡駅と南高校前との間を大久保町経由で結ぶ路線である。横浜市立南高校に通う学生などが多く利用するため平日朝夕は特に混雑するが、狭隘路線であるため中型車が運用に入る。上大岡駅 - 大久保町間は道路事情により、往路と復路でルートが若干異なり、慰霊堂入口には往路のみ停車する。

### 空港リムジン
- 山下公園・みなとみらい線
  - 空港発：羽田空港 （国際・第2・第1） → 横浜人形の家前 →  山下公園前 → 大さん橋入口 → 馬車道駅前 → （ローズホテル横浜(横浜中華街)） → （芸術会館・NHK前） → 横浜ロイヤルパークホテル → 横浜ベイホテル東急 → パシフィコ横浜 → 国際橋・カップヌードルミュージアム前 → インターコンチネンタル横浜Pier8 → 赤レンガ倉庫 → （ザ・カハラ・ホテル＆リゾート横浜）[9][10]
  - 空港行：（ザ・カハラ・ホテル＆リゾート横浜）→ 赤レンガ倉庫 → 馬車道駅前 → 横浜ロイヤルパークホテル → 横浜ベイホテル東急 → パシフィコ横浜 → 国際橋・カップヌードルミュージアム前 → インターコンチネンタル横浜Pier8 → 新県庁 → ローズホテル横浜（横浜中華街） → 山下公園前 → 横浜人形の家前 → 羽田空港 （第1・第2・国際）[9][11]
  - 早朝・深夜便：羽田空港（国際） - 横浜駅東口（YCAT） - 桜木町駅 - みなとみらい21地区[9][10]
    - 羽田空港行きは予約定員制であるが、当日に空席がある場合は予約不要で乗車できる。

- 羽田空港 （第1・第2・国際） - 新横浜駅 （新子安営業所と共管、川崎鶴見臨港バス鶴見営業所と共同運行）
  - 当初は京浜島営業所の担当だったが、のちに当営業所に移管、横浜京急バス委託となる。その後、2015年10月から新子安営業所が参入した。
  - 国際線発の深夜バス設定あり。

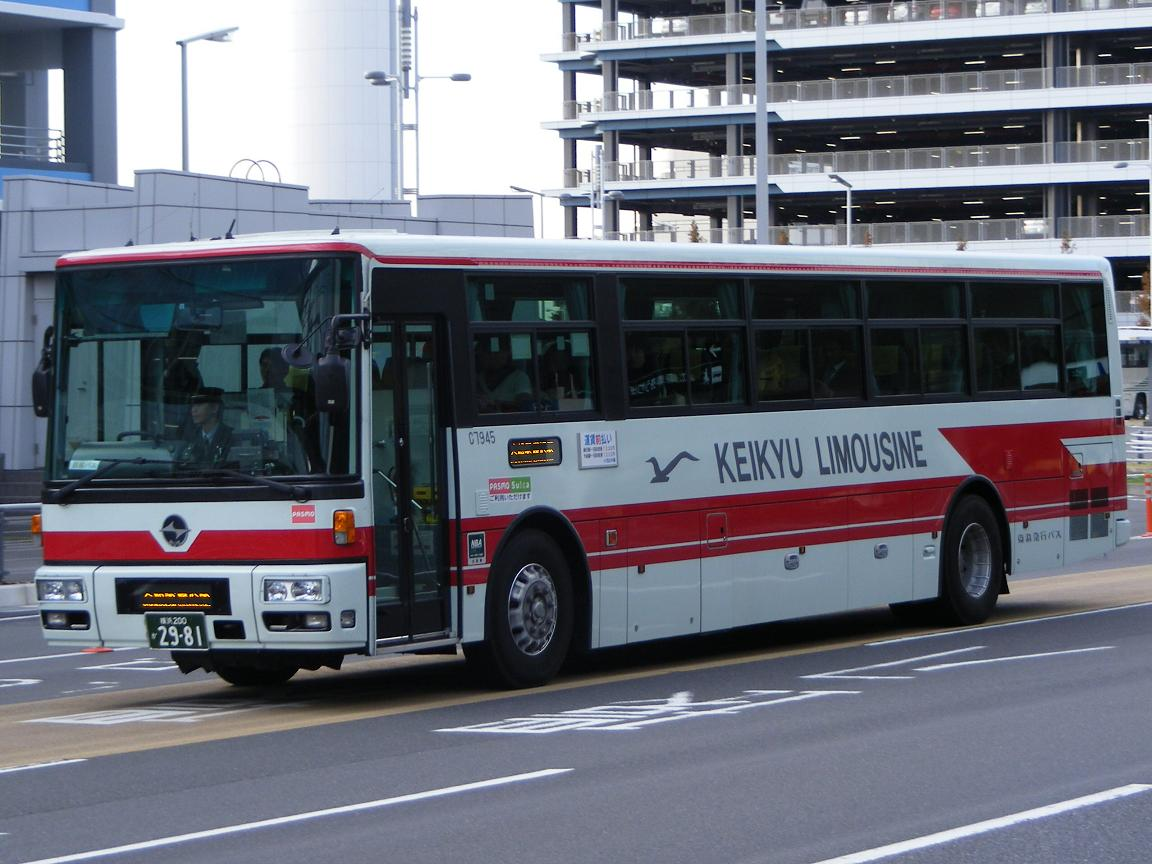
羽田空港～大船・藤沢線

- 藤沢駅 - 大船駅 -（横浜横須賀道路・日野IC） - （首都高速湾岸線） - 羽田空港 （江ノ島電鉄手広営業所→江ノ電バス手広営業所→江ノ電バス藤沢湘南営業所→江ノ電バス湘南営業所と共同運行）
- 鎌倉駅 - 大船駅 -（横浜横須賀道路・日野IC） - （首都高速湾岸線） - 羽田空港 （江ノ電バス藤沢→江ノ電バス湘南営業所と共同運行）

近年空港リムジンバスが増えて来ている中で、1995年（平成7年）に開設されたパイオニア的路線である。2005年（平成17年）3月まで東京都内の京浜島営業所担当であったが、鎌倉営業所に移管された。
この路線の特徴は、大船駅近辺にある横須賀線田園踏切のガードに3.1mの車高制限がある事で、ハイデッカーの車両が投入できず、標準床車で運行されている。
2013年10月1日より羽田空港 - 大船駅・鎌倉駅線の運行を開始。
2021年4月16日より鎌倉営業所から移管。

### 中距離高速バス
- 横浜駅（横浜シティエアターミナル） - （東扇島地区・東扇島西地区） - かわさきファズ・かわさきファズ正門前 （川崎鶴見臨港バス神明町営業所→塩浜営業所と共同運行）
  - 2002年（平成14年）10月1日付で新設。当初は羽田営業所所管で、2010年頃に当営業所へ移管の上、横浜京急バス運行委託路線となる。
  - 2013年9月1日付ダイヤ改正により、バス停を4箇所新設、平日・土曜ダイヤの増便、休日ダイヤの設定を実施。

## 廃止・移管路線

### 移管路線

#### 磯子線
- 4：追浜日産自動車 - 内川橋 - 金沢八景 - 金沢文庫 - 杉田 - 磯子駅

1959年（昭和34年）3月16日付で堀内営業所から移管。1971年（昭和46年）に杉田以南が分割される。1978年（昭和53年）の追浜営業所開設時に追浜本所へ移管。

#### 鳥見塚線
- 磯4： 磯子駅 - 杉田 - 東富岡

1985年（昭和60年）9月10日付で新設。追浜営業所の磯子線（4：磯子駅 - 東京ファイン（当時））が国道16号の交通渋滞により慢性的に遅延していたため、路線北側の杉田、富岡周辺までの遅延対策として立ち上げられたもので、ルートは磯子線と全く同じ。朝のみ数往復の運行だった。

横浜京急バス設立後は運行受託となったが、横浜市営が磯子線から撤退する際に事実上の統合となり、横浜市営では路線移管という形で廃止されている。

#### 中距離高速バス
- 横浜駅東口 - 羽田空港（第1・第2） - 君津バスターミナル - ハイウェイオアシス富楽里 - とみうら枇杷倶楽部 - 館山駅 （日東交通館山運輸営業所と共同運行）

2007年9月1日運行開始。当初は京急側を羽田営業所が担当していたが、2010年（平成22年）5月16日付で当営業所へ移管。2016年（平成28年）1月16日付で新子安営業所へ再移管された。
- 羽田空港 （第1・第2・国際） - 二俣川駅 （相鉄バス横浜営業所と共同運行）
  - 2021年4月16日付けで新子安営業所に移管された。

- 横浜駅東口 - 羽田空港（第1・第2） - 市原鶴舞バスターミナル - 長南駐車場 - 茂原駅 （小湊鉄道長南営業所と共同運行）
  - 2010年頃：羽田営業所より移管の上、横浜京急バス運行委託路線となる。
  - 2013年（平成25年）4月28日：首都圏中央連絡自動車道（圏央道）の開通に伴い、経路を圏央道経由に変更。
  - 横浜駅と首都高速・東京湾アクアライン・首都圏中央連絡自動車道（圏央道）を経由して茂原地区を結ぶ。1日7往復が運行されている（羽田空港は第3ターミナル非経由）。
  - 2021年4月16日付けで新子安営業所に移管された。

- 横浜駅（横浜シティエアターミナル） - 東京ビッグサイト（台場地区）
  - 2010年頃：京浜島営業所より移管の上、横浜京急バス運行委託路線となる。
  - 2023年2月28日をもって廃止された。

### 廃止路線

#### 追浜 - 鎌倉線
- （系統番号なし）鎌倉駅 - 八幡宮 - 十二所 - 太刀洗 - 大道中学校 - 六浦橋 - 金沢八景駅 - 六浦橋 - 内川橋 - 追浜駅

鎌倉営業所の八景線（鎌24系統）をベースに、金沢八景駅と追浜駅の間を延長した路線。出入庫は磯子線の営業で行っていた。1978年（昭和53年）の追浜営業所新設に伴い廃止され、金沢八景駅までに短縮の上、鎌倉営業所の単独運行となる。

#### ポートサイド線
| 系統 | 運行経路                                                                         |
| ---- | -------------------------------------------------------------------------------- |
| 141  | ポートサイド - 横浜駅東口 - ぴあアリーナMM - クイーンズスクエア - パシフィコ横浜 |

- 1991年（平成3年）7月29日：パシフィコ横浜のオープンと同時に横浜市営バスが横浜駅 - パシフィコ横浜 - 桜木町駅のルートで開業[5]。本牧営業所が担当した。
- 1992年（平成4年）10月1日：横浜シティ・エア・ターミナル - パシフィコ横浜展示ホールのルートを設けるにあたり、京急が新規参入。東京都内の羽田営業所との2社局共管となる。
- 2001年（平成11年）4月28日 : 地元団体の協賛により、土休日に限り運賃を100円に変更した[12]。
- 2002年（平成14年）
  - 2月1日：ポートサイド - 横浜駅間、市営が撤退[13]。京急単独になる。
  - 9月1日：羽田営業所から京浜島営業所へ移管。京浜島営業所の横羽線を京急バスへの運行委託とした際、ポートサイド停留所併設の駐車場が京浜島の管理になったことによる。
- 2004年（平成16年）1月31日：横浜市営バスが141系統の運行から撤退し、共同運行を解消。
- 2009年（平成21年）12月16日：京浜島営業所から移管され、横浜京急バスに運行を委託。
- 2018年（平成30年）4月1日：横浜京急バスが京浜急行バス本体に吸収合併。運行委託を解除。
- 2020年（令和2年）8月31日：廃止[14]。

ポートサイドとパシフィコ横浜を横浜駅東口・ぴあアリーナMM経由で運行していた路線。京浜急行バスの一般路線としては唯一のみなとみらい地区乗り入れ路線だった。主に小型車で運行されていた。
運賃は横浜市内均一運賃（大人220円・小人110円）で、土日祝日・年末年始は運賃が100円（小人50円）となっていた。京急バスが実施しているエリア限定のワンコイン運賃（大人100円）は、本来は現金での支払いに限り適用されていたが、この路線では交通系ICカードでもワンコイン運賃が適用された（適用期間のみ）。
みなとみらい線の開業に加え、横浜市営が超大型連節バスによる200系統『ベイサイドブルー』の運行を始めたため京急は存在意義を失ったと判断、2020年（令和2年）8月31日をもって廃止。これにより、みなとみらい地区を走る京急バス路線、および横浜駅東口を経由地とする京急バス路線は姿を消した。

#### 総合庁舎線
| 系統 | 運行経路                                                                                 | 備考                               |
| ---- | ---------------------------------------------------------------------------------------- | ---------------------------------- |
| 94   | 富岡バスターミナル → サブセンター前 → 富岡 → 金沢文庫 → 君ヶ崎 → 金沢区総合庁舎前        | 横浜市営バス磯子営業所との共同運行 |
| 94   | 金沢区総合庁舎前 → 寺前 → 君ヶ崎 → 金沢文庫 → 富岡 → サブセンター前 → 富岡バスターミナル | 横浜市営バス磯子営業所との共同運行 |

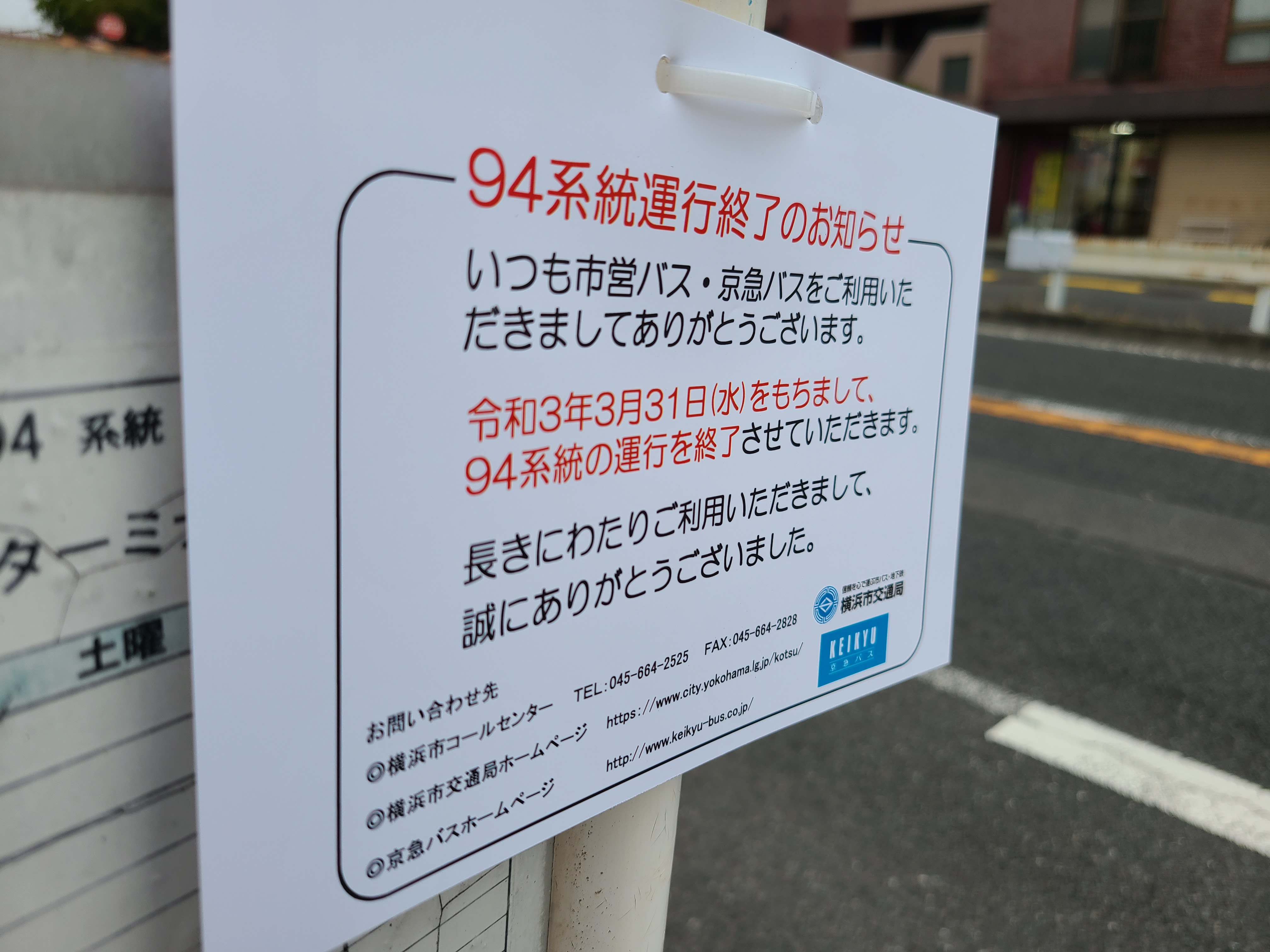
94系統 廃止の案内

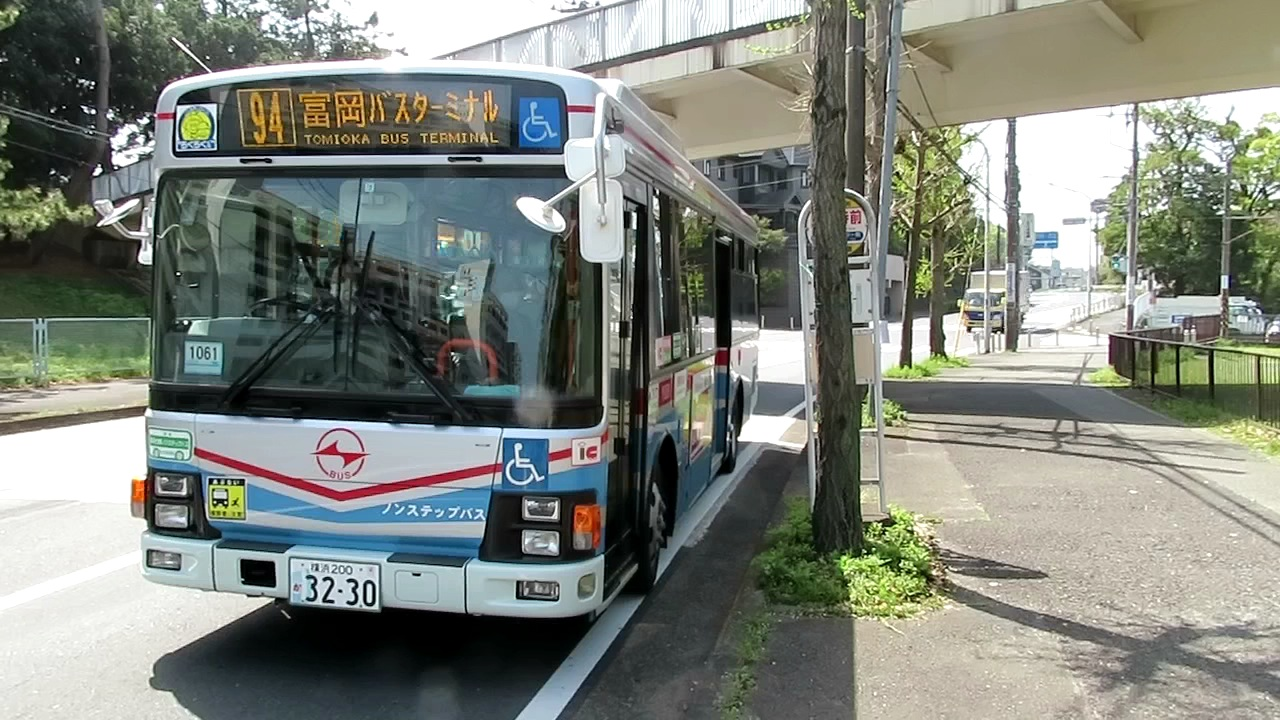
バス停「慶珊寺前」にて

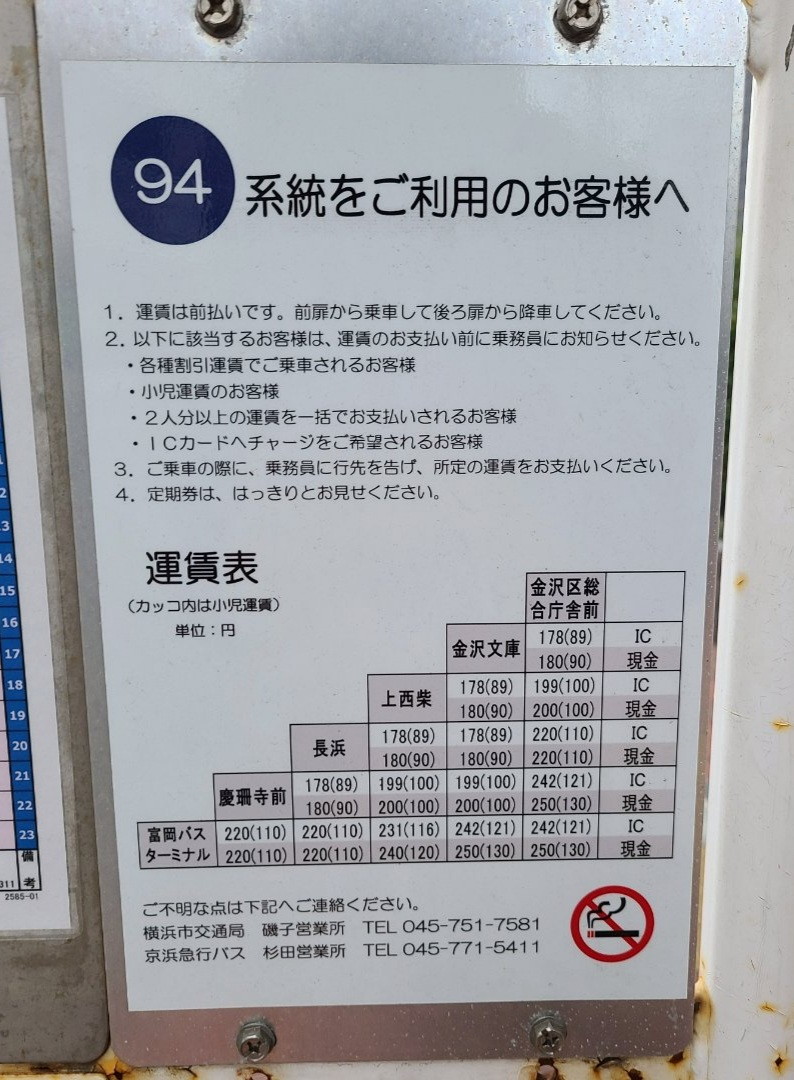
運賃表。運転手に目的地を言い料金を払う特殊な方式。

- 1980年（昭和55年）4月5日：富岡バスターミナル - 金沢区総合庁舎前間の運行を開始[16]。
- 2002年（平成14年）4月1日：横浜京急バスに運行を委託。
- 2018年（平成30年）4月1日：横浜京急バスが京浜急行バス本体に吸収合併。運行委託を解除。
- 2021年（令和3年）3月31日：廃止[17]。

平日・土曜日のみ運行されていた富岡地区からの金沢区役所へのアクセス路線。横浜市営バス磯子営業所との共同運行であった。富岡バスターミナルを出たバスは、富岡地区を走行した後京急本線に沿う国道16号線を進み金沢区総合庁舎へと向かう。金沢区総合庁舎発便は寺前を経由して運行されていた。金沢区内への乗り入れと対キロ制運賃の適用は、杉田営業所では本路線のみとなっていた。起点から終点まで同営業所が運行するほかの路線と交わることがなかった。

利用者の減少や長年にわたる赤字であったこと、また路線の大半の区間で追浜管轄の4系統と並走することから、市営・京急共に2021年3月31日限りで撤退、廃止となった。しかし、同年7月11日より当系統と市営単独だった294系統を統合する形で市営が321系統の運行を開始。この系統は富岡バスターミナルではなく三井アウトレットパーク 横浜ベイサイドを軸に金沢区内で完結する経路に変更された。

#### 深夜急行バス
- 新橋駅 → 品川駅 → 上大岡駅 → 金沢文庫駅

平日の深夜のみ運行。新型コロナウイルス感染症の影響により沿線住民の生活スタイルが激変したため、2020年（令和2年）4月7日より運休となり、そのまま同年6月30日限りで廃止された。

#### 空港リムジン
- 羽田空港 （第1・第2・国際）- 東戸塚駅東口 - 上永谷駅 - 港南台駅 - 戸塚駅 （神奈川中央交通舞岡営業所と共同運行）
  - 2003年（平成15年）7月18日、羽田空港～港南台駅間で運行開始[23]。
  - 2007年（平成19年）2月16日付で京浜急行バス羽田営業所から移管の上、横浜京急バス運行委託路線となった。ほとんどが港南台駅起終点で、戸塚駅発着は朝の羽田行きと夜の羽田発各2本のみである（東戸塚駅と上永谷駅は経由しない）。朝の羽田行き3本は上永谷駅始発となる。
  - 新型コロナウイルス感染拡大の影響による航空機利用需要の変化などで、2020年（令和2年）4月16日より一部便を運休、同年4月21日より運休便を追加し、同年7月16日から一部運行を再開したものの、2021年（令和3年）5月20日から再び全便運休となり、運行再開する事なく2022年（令和4年）2月28日をもって廃止[24]。

#### 中距離高速バス
- 横浜駅（横浜シティエアターミナル） - （浮島・小島地区） - 江川一丁目 （川崎鶴見臨港バス神明町営業所→塩浜営業所と共同運行）
  - 2011年（平成23年）4月5日付で運行開始。2024年（令和6年）2月29日をもって運行から撤退し、翌3月1日より川崎鶴見臨港バスの単独運行となる[25]。

## 車両
メーカー選択は、2000年代以前は追浜営業所とほぼ同様で、日産ディーゼル工業といすゞ自動車を中心に配置されてきた。日産ディーゼル車は、沿線に日産自動車追浜工場が立地するという事情により、追浜営業所や能見台営業所と共に、比較的後年まで配置が続けられてきた。
沿道に狭隘路線や坂道が多いことから、京浜急行バスグループの中で最も9m大型車（大型ショート）や中型車の比率が高い営業所である。大型車の日産ディーゼル・スペースランナーRA（ワンロマ車、ワンステップバス含む）、9m大型車の日産ディーゼル・RPが活躍してきたが、経年廃車や転出により配置がなくなった。
南高校線では中型車が、上大岡線では9m大型車が使用される。片側2車線の国道16号を走る横浜線（110系統）においても、本数が多いにもかかわらず大型車（いすゞ・エルガ、日野・ブルーリボン）以外に中型長尺車、稀に中型車が投入される。
当営業所に納車される車は、地元横浜市の補助金交付を受けられることから、2000年代以降は原則としてノンステップバスが投入されるようになり、比率が高まった。
2000年代に全社的に車種選択が見直された結果、横浜京急バス向けの一般路線車で日野自動車からの納車が一時的に増えた。中型長尺ノンステップバスのレインボーHRが多く投入され、さらに2007年には上7系統新設に伴い、小型ノンステップバスのポンチョが納車された。このポンチョは側面にLED式の大型行先表示器が装備されているが、これは横浜市交通局に投入された車両と並び全国初のものである。2010年（平成22年）には横浜市の補助金を受けてブルーリボンシティハイブリッドを導入。横浜・東扇島・浮島線用にセレガも納車された。
三菱ふそうトラック・バスからの納車は、ポートサイド線専用車として7m級のエアロミディMEが在籍していたが、2017年に廃車となった。他にも横浜・東扇島・浮島線専用のエアロスター4台がおり、これが特定輸送用として都内に転出した後、エアロエースが代替投入された。2011年と2023年と2024年にはエアロスターノンステップが納車された。
2013年にはいすゞ・エルガハイブリッドが1台導入され、110系統を中心に運用されている。2016年からは2代目いすゞエルガの投入が始まった。

2023年、上大岡線上7系統で使っていたポンチョの後継として、中華人民共和国のBYDから小型電気バス『J6』の納車を受けた。これにより、京浜急行バス全社を通じて史上初となる中国製車両が所属することになる。
なお、時期は、わからないが、Y2753が乗るエコラッピングに、Y2754が、公式マスコットキャラクター『けいまるくん』のラッピングになっている。
一般車とリムジンバスが約半々の在籍である。

### ギャラリー

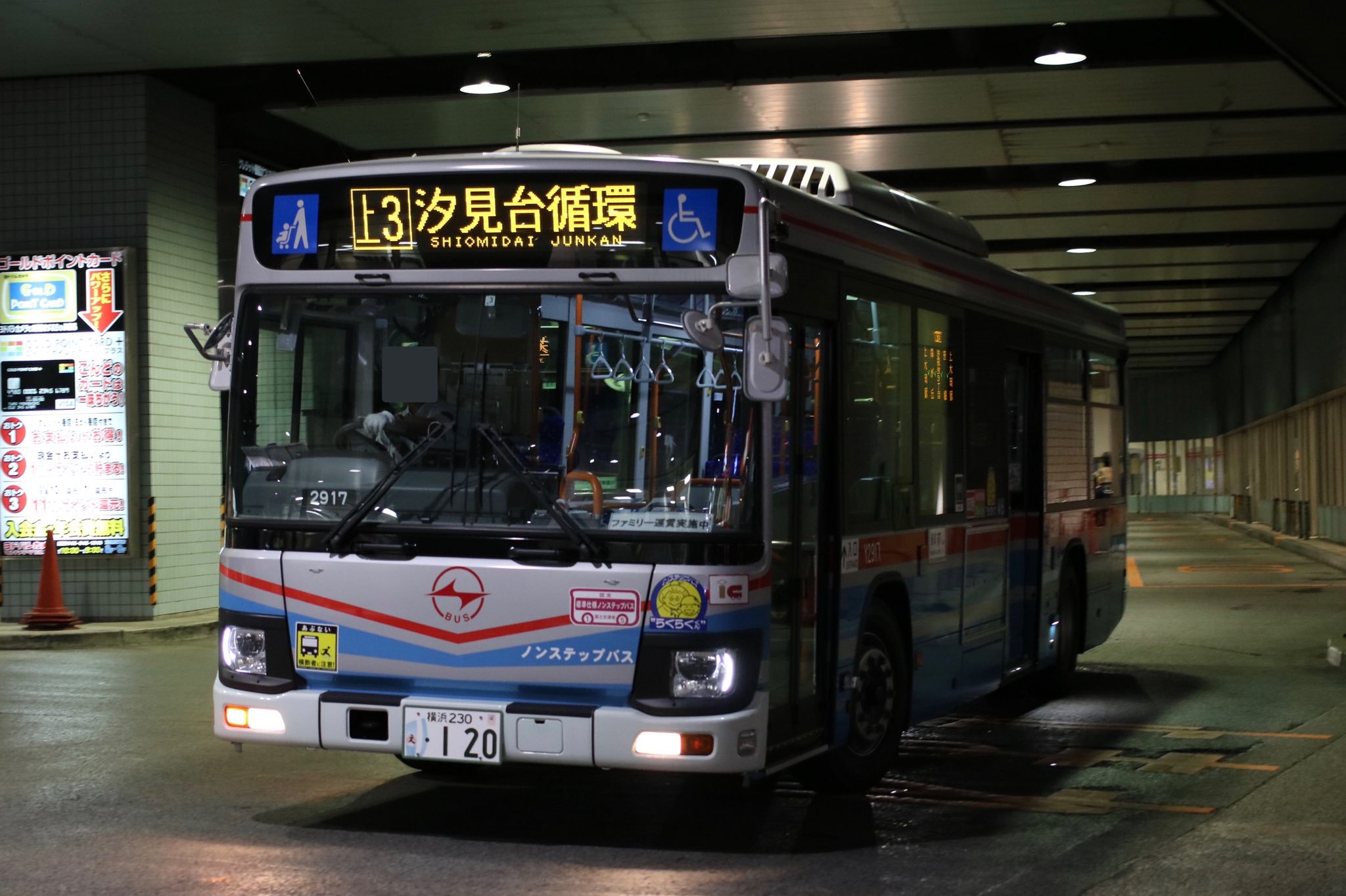
2代目いすゞエルガ（上大岡駅にて）
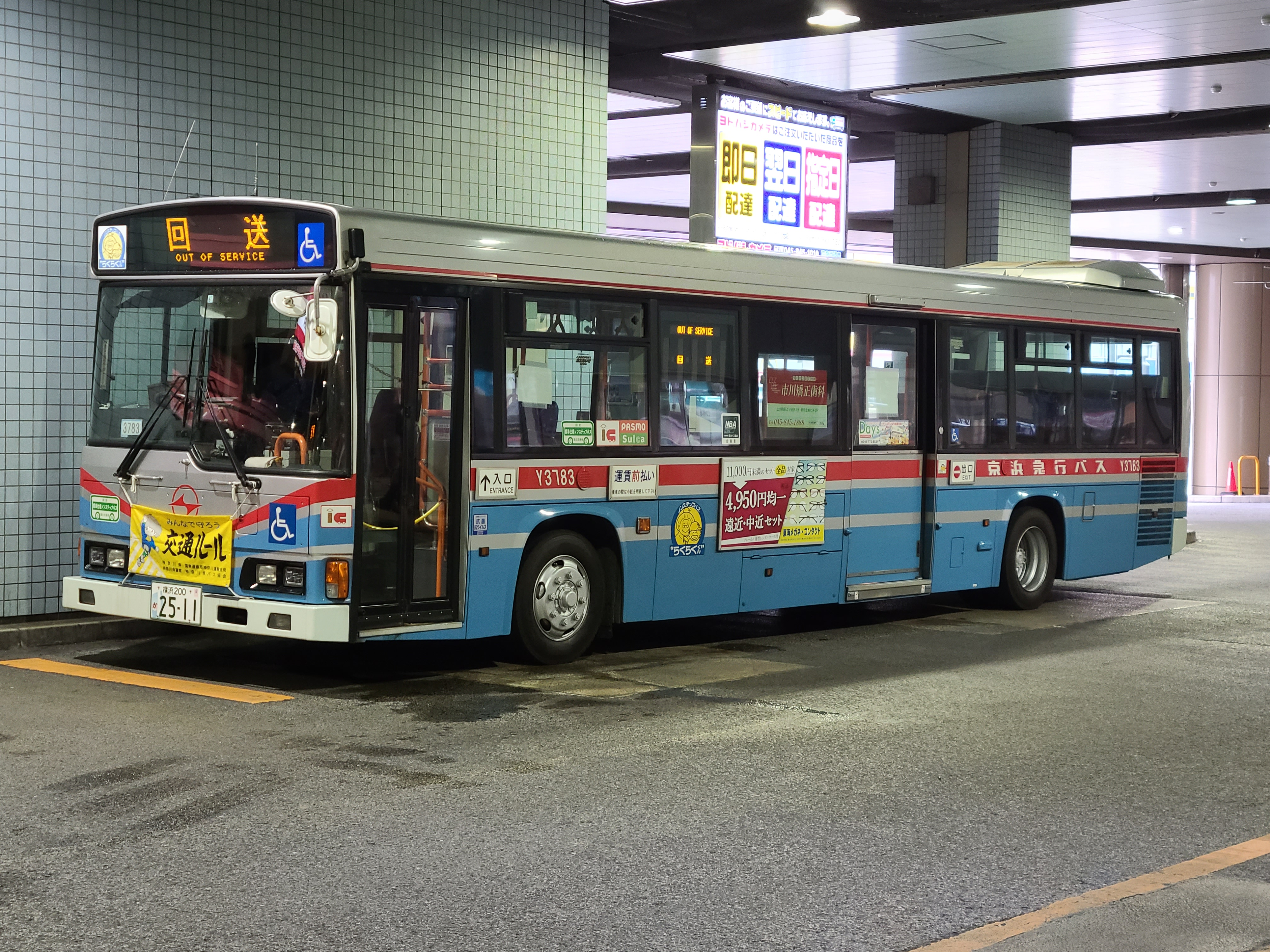
日野レインボーHR（Y3783/上大岡駅にて/廃車済）
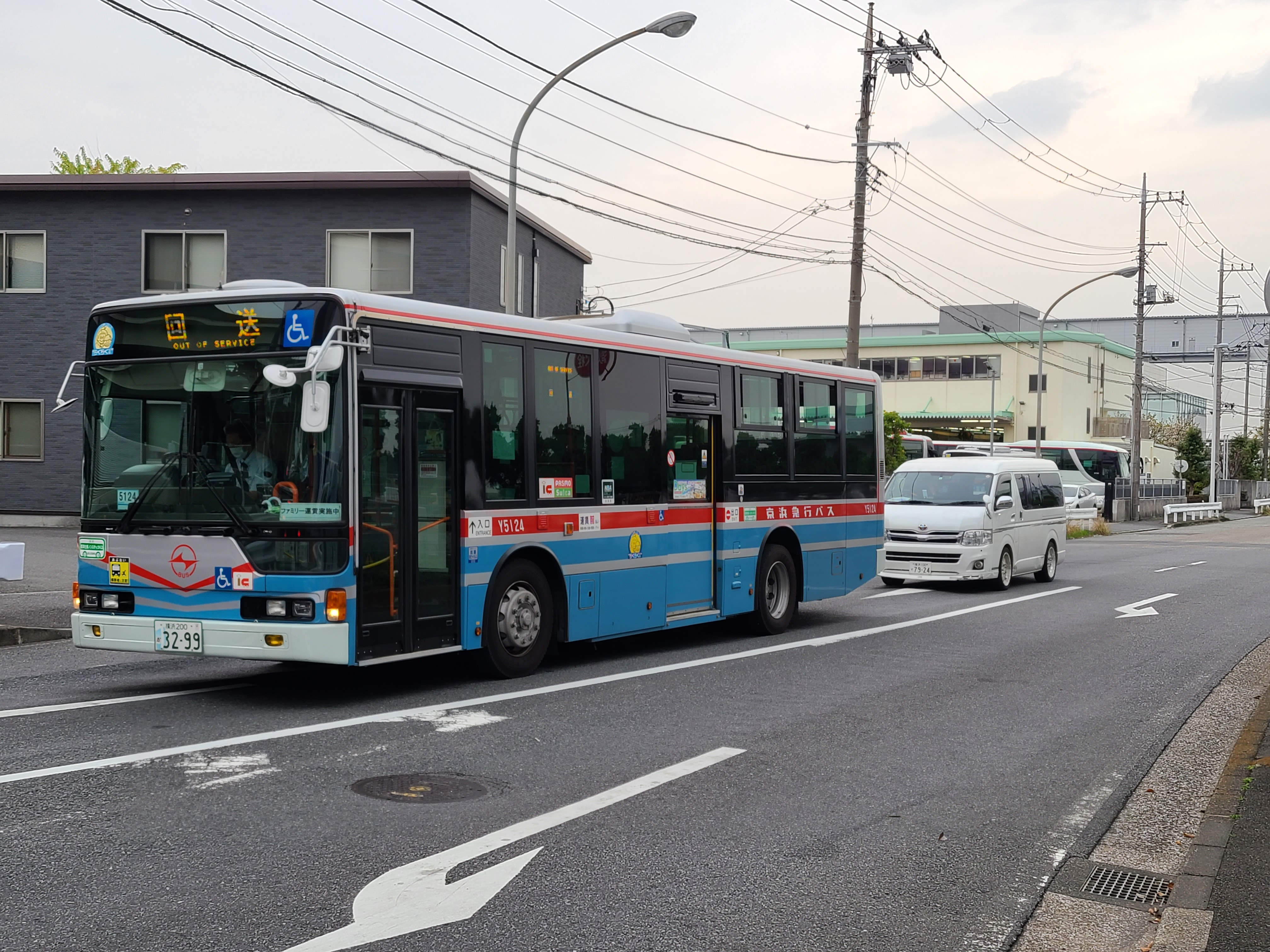
三菱ふそうエアロスター（Y5124/営業所前にて）
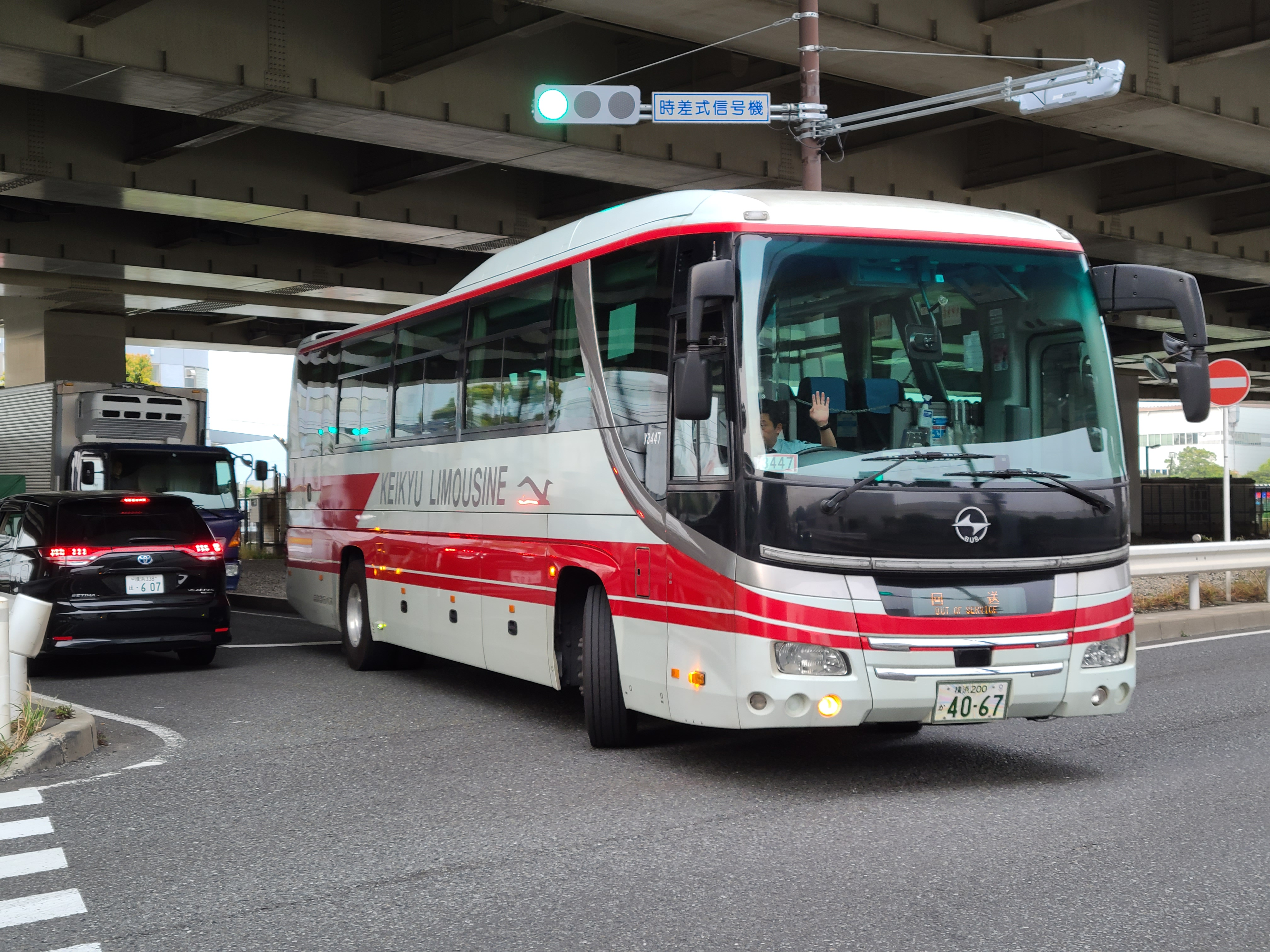
リムジンバス（営業所付近にて）